# Camden County, Georgia
Camden County är ett administrativt område i delstaten Georgia, USA, med 50 513 invånare. Den administrativa huvudorten (county seat) är Woodbine.  
Naval Submarine Base Kings Bay ligger i countyt.

## Geografi
Enligt United States Census Bureau så har countyt en total area på 2027 km². 1632 km² av den arean är land och 395 km² är vatten.

### Angränsande countyn
- Glynn County - nord
- Nassau County, Florida - syd
- Charlton County - sydväst
- Brantley County - nordväst